# Včela medonosná sicilská
Včela medonosná sicilská (Apis mellifera siciliana, také sicula) je poddruh včely medonosné, která je původem ze Sicílie ve Středozemním moři v Itálii. Patří k linii včel medonosných z Afriky s blízkou genetickou podobnosti k včele saharské, tellské a maltské.
V roce 2014 analýza DNA odhadla, že 39,1 % sicilských ostrovních včel bylo hybridních s DNA včel tmavých, vlašských, kraňských nebo včelou Buckfast. ostrovy Vulcano a Filicudi, které jsou chráněnými oblastmi pro včelu sicilskou nevykazovala žádné známky hybridizace, což prokázalo účinnost izolovaných lokalit při ochraně a zachování poddruhů.